# 毛脩之
毛 脩之（もう しゅうし、375年 - 446年）は、中国の東晋および北魏の武人。字は敬文。本貫は滎陽郡陽武県。

## 経歴
東晋の梁秦二州刺史の毛瑾の子として生まれた。荊州刺史の殷仲堪の下で寧遠参軍となった。隆安3年（399年）、桓玄が荊州を掌握すると、脩之は桓玄の幕僚として後軍参軍・太尉参軍・相国参軍を歴任した。音律を解し、騎射を得意としたので、桓玄に厚遇された。元興2年（403年）、桓玄が楚の皇帝を称すると、脩之は屯騎校尉となった。元興3年（404年）、桓玄が西に逃亡し、崢嶸洲で敗れると、脩之はひそかに桓玄を見放し、桓玄に入蜀を勧めて、馮遷が桓玄を枚回洲で斬るのに貢献した。
東晋の安帝が江陵で復位すると、脩之は驍騎将軍の位を受けた。義熙元年（405年）、安帝が建康に戻ると、脩之は劉裕の下で鎮軍諮議参軍となり、寧朔将軍の位を加えられた。まもなく右衛将軍となった。義熙2年（406年）、父の毛瑾とともに蜀の地にあったが、父は譙縦に殺され、また益州刺史の司馬栄期が参軍の楊承祖に殺されたため、脩之は白帝に退いた。楊承祖の攻撃を防ぎ、漢嘉郡太守の馮遷と合流して楊承祖を討ち、これを斬った。脩之は後蜀を攻撃しようとしたが、益州刺史の鮑陋が進もうとしなかったため、劉裕に訴えた。東晋の諸軍が後蜀を攻撃し、黄虎まで進軍したが、勝利できずに退却した。譙縦が脩之の父の遺体を返還したため、脩之は建康に帰って喪に服した。
義熙6年（410年）、盧循の反乱が建康に迫ると、脩之は輔国将軍の位を受け、宣城郡内史に任じられ、姑孰に駐屯した。盧循が敗走し、劉毅が姑孰に入ると、脩之は劉毅の下で後軍司馬となった。劉毅が江陵に移ると、脩之はその下で衛軍司馬・南郡太守となった。脩之は劉毅の幕僚であったが、劉裕と親しく、義熙8年（412年）に劉裕が劉毅を討つと、王鎮悪の江陵襲撃に協力した。朱齢石の後蜀攻撃に従軍を求めたが、劉裕に許されず、建康に帰ると黄門侍郎・右衛将軍となった。
義熙11年（415年）、劉裕が司馬休之を討つと、脩之は諮議参軍となり、冠軍将軍・南郡相を兼ねた。義熙12年（416年）、劉裕が北伐を計画すると、脩之は芍陂に派遣され、田数千頃を開墾した。北伐軍が彭城に到着すると、脩之は相国右司馬となった。北伐軍が洛陽を占領すると、脩之は河南河内二郡太守・行西州事を兼ねて、洛陽に駐屯した。義熙13年（417年）、王鎮悪が死去すると、脩之は代わって安西司馬となった。劉裕が後秦を滅ぼし、子の劉義真を長安に残すと、脩之は劉義真の下で司馬となった。義熙14年（418年）、夏の赫連勃勃が劉義真を青泥で撃破すると、脩之は捕虜となった。北魏の始光4年（427年）、北魏の太武帝が赫連昌を討って統万を平定すると、脩之は魏軍に捕らえられた。
神䴥2年（429年）、脩之は江南出身の兵を率いて柔然の大檀を討ち、功績により呉兵将軍の位を受け、歩兵校尉を兼ねた。神䴥3年（430年）、太武帝の赫連定に対する親征に従軍して功績を挙げ、散騎常侍・前将軍・光禄大夫の位を受けた。脩之は江南の料理を手ずから調理することができたので、太武帝に気に入られた。太官尚書に進み、南郡公の爵位を受けた。冠軍将軍の位を加えられ、太官にあって太武帝に食膳を進めた。
延和年間、北燕に対する征戦に従って、三堡を落とした。江南出身である朱修之に反乱計画への参加を誘われたが、拒絶した。北燕征討の功績で特進・撫軍大将軍・金紫光禄大夫に進んだ。太延2年（436年）、外都大官となった。
太平真君7年（446年）、死去した。享年は72。諡は恭公といった。

## 子女
- 毛元矯（劉宋の宛陵県令、江乗県令、溧陽県令）
- 毛法仁（北魏に入り、金部尚書、殿中尚書・散騎常侍）

## 伝記資料
- 『宋書』巻48 列伝第8
- 『魏書』巻43 列伝第31
- 『北史』巻27 列伝第15
- 『南史』巻16 列伝第6